# Musique classique africaine
La musique classique africaine est un genre musical qui allie les techniques de la musique classique européenne et les traditions musicales de l'Afrique. Ce genre est fondé par Ephraim Amu et Fela Sowande en Afrique de l'Ouest puis s'est déployé en Afrique du Nord par l’intermédiaire de Sayed Darwich. Des compositeurs continuent de pratiquer la musique classique africaine au XXIe siècle, surtout en République démocratique du Congo et d'autres tentent de revisiter les classiques tombés dans l'oubli.

## Naissance du genre
La musique classique africaine est née dans les chorales musicales chrétiennes du Nigeria et du Ghana au début du XXe siècle. Pendant les premières années de la colonisation britannique dans ces deux pays, seule la musique sacrée venue d’Europe est chantée dans les églises. Lorsque l’administration britannique accepte finalement l’entrée de chants africains au sein des églises, le Ghanéen Ephraim Amu et le Nigérian Fela Sowande, tous deux initiés à la musique par leur éducation chrétienne, sont les premiers à chercher à y introduire des rythmes traditionnels, posant ainsi les bases de la musique savante africaine. Ils utilisent alors des percussions Yoruba ou Igbo, mais leurs compositions gardent une forme classique car elles sont destinées à être aussi écoutées en Occident. L'action pionnière d’Amu est l’adoption de deux ou parfois trois temps pour toutes ses œuvres africaines, ainsi que l'accent qu'il mettait sur la rythmique vocale, « la longueur conséquente des mots et syllabes comme éléments déterminants des valeurs relatives des notes auxquels ils sont assignés ; ainsi que la construction de mélodies de chorale comme reflets des contours vocaux des chansons ». Ses travaux ont contribué à l'émergence de la musique classique ou des chants de chorale ghanéenne et sa vision continue d’influencer les œuvres de compositeurs, en termes de style et de direction, particulièrement dans l’intégration d’éléments musicaux africains et européens.
Sowande et Amu sont donc considérés comme les pères fondateurs de la musique classique africaine.

### Le pianisme africain
Après être passé à Londres, où il devient maître de chapelle et organiste pour l’église méthodiste, Fela Sowande enregistre sa Suite Africaine pour cordes en 1951. Pendant ce temps, une nouvelle génération de compositeurs très prolifiques du Ghana et du Nigeria s'empare du genre et délaisse le seul cadre religieux pour structurer un nouveau langage musical. Parmi eux, on note la présence du ghanéen Kwabena Nketia, « connu pour avoir révolutionné le système de notation qui permettait de transcrire dans les partitions occidentales la musique traditionnelle, ses rythmes, ses mélodies ». Sa carrière musicale est marquée par ce désir de composer et d'étudier profondément la musique traditionnelle africaine.
Dans les années 1960, le Nigérian Akin Euba invente la technique du pianisme africain pour faire en sorte que « le piano se comporte comme un instrument africain ». Il considère que le piano est le meilleur moyen pour créer un pont entre les univers savant et traditionnel car selon lui, « il présente déjà certaines affinités avec la musique africaine » et ses instruments, comme les tambours, les xylophones ou des pianos à pouce. On peut également citer Gyimah Larbi qui a suivi ce principe dans ses compositions en 1994.

## En Afrique du Nord
En Afrique du Nord, les gammes typiques berbères, arabo-andalouses, coptes ou encore sahraouies ont peu à peu imprégné le registre classique européen connu en Égypte depuis la première campagne militaire de Bonaparte en 1798. La musique classique africaine naît donc de la richesse rythmique de la région, au tournant du XXe siècle avec la musique arabe jouée dans les cafés chantants qui rencontre la musique classique européenne de l'Opéra du Caire, le premier opéra d’Afrique.
Sayed Darwich, connu comme le père de la musique populaire égyptienne, est le premier compositeur de la région à mêler aux instruments européens – comme le cor – le folklore égyptien. Ses œuvres racontent la vie du peuple en quête d’indépendance de l’Empire britannique, de justice sociale et de modernité culturelle.
Une génération plus tard, le Soudan connaît cette fusion musicale. Le compositeur Hamza El Din, né en 1924, est connu pour avoir mis en lumière les mélodies de la Nubie. Dans Waterwheel, il adapte les percussions de cette région pour instruments à cordes européens pour dénoncer la construction du haut barrage d'Assouan, qui dans les années 1960 submerge les villages nubiens le long du Nil.
Les compositeurs nés après les indépendances utilisent la musique classique africaine pour montrer au monde la diversité de la région et revendiquer leur propre identité. Ils sont suivis par plusieurs générations successives de compositeurs en Afrique du Nord. Dans ce répertoire, on retrouve les symphonies du compositeur algérien Salim Dada ou encore les pièces du pianiste marocain Marouan Benabdallah. C’est le cas du compositeur algérien Salim Dada dans ses symphonies, des pièces du pianiste marocain Marouan Benabdallah ou de Nabil Benabdeljalil, compositeur marocain de renommée internationale, qui dans sa pièce Badawiyya, s’inspire des gammes et sonorités de la musique rurale arabophone sur les violons, tout en les appuyant par des accords de piano percussifs, parfois dissonants.

## AuXXIesiècle
Au XXIe siècle, la musique classique africaine est pratiquée et enseignée dans plusieurs pays africains. Des centaines de compositeurs pratiquent ce genre, à l'instar du Nigérian Tunde Jegede, qui  associe la kora et la violoncelle.

### En RDC
En République démocratique du Congo, des compositeurs s'emparent du genre en faisant rencontrer la musique classique et la rumba congolaise. Dans les années 1950, la rumba congolaise est le genre qui accompagne le pays vers son indépendance, tandis que la musique classique n'est apprise et écoutée que par les colons belges. Le musicologue congolais Manda Tchebwa déclare que : « tout mélange avec la rumba était alors considéré comme une agression contre la souveraineté de cette musique nationale qui est la référence absolue du peuple. »
En 1994, l’Orchestre symphonique kimbanguiste (OSK) naît à l’intérieur de l’Église kimbanguiste et fait résonner la musique classique dans tout le pays et dans le monde. Depuis quelques années, une vague de compositeurs essaient de donner naissance à une musique classique africaine en RDC. Ils puisent dans les rythmes de différentes tribus : le fondateur de l'OSK, Simon Kimbangu, puise dans la musique des pygmées avec sa symphonie Mon Identité qui utilise une structure et des instruments occidentaux, le tout dans une coloration typique pygmée, ici caractérisée par la polyphonie ou encore la répétition en écho et Héritier Mayimbi, premier violon de l'OSK, considéré comme le précurseur dans l’invention d’une musique classique congolaise, s'inspire des rythmes de la tribu Luba dans une association des tambours et des instruments à cordes.
L’Institut national des Arts (INA) de Kinshasa forme des élèves à ce nouveau répertoire mais l’école manque encore de plateformes d'expérimentations, comme un orchestre symphonique.

### Revisiter les œuvres des fondateurs
Au Royaume-Uni, Ochenna Ngwe tente de revisiter l'histoire de la musique classique des fondateurs comme Fela Sowande dont certaines œuvres n'ont pas forcément été conservées. Elle dit que « Des gens comme Fela Chuwande par exemple, étaient très populaires en Grande-Bretagne dans les années 30, 40 et 50, et sa musique a été publiée. Elle est toujours disponible sous une certaine forme, notamment ses œuvres pour orgue. Mais ses plus grandes œuvres semblent être tombées en disgrâce pour diverses raisons. Les éditeurs ont tendance à ne pas conserver les documents pour toujours ». Dans cette tâche de reconstruction à travers le projet Plainsight SOUND, elle est accompagnée par le premier contrebassiste classique africain Leon Bosch et la pianiste nigero-roumaine, Rebeca Omordia.
Rebeca Omordia, mis au défi par le violoncelliste Julian Lloyd Webber alors qu'elle n'arrivait pas à citer des musiciens classiques africains renommés, passe sept ans à découvrir plus de 200 compositeurs et lance à Londres en 2019 une série de « Concerts africains » avec de nombreuses œuvres inédites, relevant du répertoire pour piano ou pour contrebasse, du quatuor à corde et de la mélodie. Elle enregistre ensuite un disque « Ekele », consacré aux compositeurs nigérians Ayo Bankole, Fred Onovwerosuoke et Christian Onyeji.